# Tour des Alpes-Maritimes et du Var 2022
Tour des Alpes-Maritimes et du Var 2022 – 54. edycja wyścigu kolarskiego Tour des Alpes-Maritimes et du Var, która odbyła się w dniach od 18 do 20 lutego 2022 na liczącej 438 kilometrów trasie na terenie departamentów Alpy Nadmorskie oraz Var, składającej się z 3 etapów i biegnącej z miejscowości Saint-Raphaël do miejscowości Blausasc. Impreza kategorii 2.1 była częścią UCI Europe Tour 2022.

## Etapy
| Etap | Data   | Start – Meta                     | type        | Dystans (km) | Suma wzniesień (m) | Zwycięzca etapu | Lider          |
| ---- | ------ | -------------------------------- | ----------- | ------------ | ------------------ | --------------- | -------------- |
| 1    | 18 lut | Saint-Raphaël – La Seyne-sur-Mer | pagórkowaty | 176,3        | 1955 m             | Caleb Ewan      | Caleb Ewan     |
| 2    | 19 lut | Puget-Théniers – La Turbie       | górzysty    | 149,1        | 2663 m             | Tim Wellens     | Tim Wellens    |
| 3    | 20 lut | Villefranche-sur-Mer – Blausasc  | górzysty    | 112,6        | 2650 m             | Nairo Quintana  | Nairo Quintana |

## Uczestnicy

### Drużyny
| WorldTeams (7)- Cofidis - EF Education-EasyPost - AG2R Citroën Team - Trek-Segafredo - Groupama-FDJ - Lotto-Soudal - Team DSM ProTeams (6)- Bingoal Pauwels Sauces WB - B&B Hotels-KTM - TotalEnergies - Arkéa-Samsic - Equipo Kern Pharma - Uno-X Pro Cycling Team Continental teams (5)- Nice Métropole Côte d'Azur - UC Nantes Atlantique - Saint Michel-Auber 93 - Go Sport-Roubaix Lille Métropole - Riwal |
| |

### Lista startowa
| Trek-Segafredo TFS | Trek-Segafredo TFS            | Trek-Segafredo TFS |
| ------------------ | ----------------------------- | ------------------ |
| Nr                 | Kolarz                        | Miejsce            |
| 1                  | Bauke Mollema (NED)           | 5.                 |
| 2                  | Alex Kirsch (LUX)             | 40.                |
| 4                  | Amanuel Ghebreigzabhier (ERI) | 6.                 |
| 5                  | Asbjørn Hellemose (DEN)       | 63.                |
| 6                  | Mattias Skjelmose (DEN)       | DNS-3              |

| AG2R Citroën Team ACT | AG2R Citroën Team ACT        | AG2R Citroën Team ACT |
| --------------------- | ---------------------------- | --------------------- |
| Nr                    | Kolarz                       | Miejsce               |
| 11                    | Dorian Godon (FRA)           | 29.                   |
| 12                    | Lilian Calmejane (FRA)       | 36.                   |
| 13                    | Mikaël Cherel (FRA)          | 51.                   |
| 14                    | Aurélien Paret-Peintre (FRA) | 11.                   |
| 15                    | Damien Touzé (FRA)           | 20.                   |
| 16                    | Andrea Vendrame (ITA)        | 22.                   |
| 17                    | Larry Warbasse (USA)         | 14.                   |

| Groupama-FDJ GFC | Groupama-FDJ GFC                  | Groupama-FDJ GFC |
| ---------------- | --------------------------------- | ---------------- |
| Nr               | Kolarz                            | Miejsce          |
| 21               | Thibaut Pinot (FRA)               | 24.              |
| 22               | Lewis Askey (GBR)                 | 94.              |
| 23               | Kevin Geniets (LUX) (szosa i ITT) | 10.              |
| 24               | Valentin Madouas (FRA)            | 4.               |
| 26               | Anthony Roux (FRA)                | 77.              |
| 27               | Michael Storer (AUS)              | 32.              |

| Cofidis COF | Cofidis COF            | Cofidis COF |
| ----------- | ---------------------- | ----------- |
| Nr          | Kolarz                 | Miejsce     |
| 31          | Guillaume Martin (FRA) | 3.          |
| 32          | Victor Lafay (FRA)     | 35.         |
| 33          | Anthony Perez (FRA)    | 38.         |
| 34          | François Bidard (FRA)  | 37.         |
| 35          | Alexis Renard (FRA)    | DNF-3       |
| 36          | Eddy Finé (FRA)        | 56.         |
| 37          | Thomas Champion (FRA)  | 84.         |

| EF Education-EasyPost EFE | EF Education-EasyPost EFE | EF Education-EasyPost EFE |
| ------------------------- | ------------------------- | ------------------------- |
| Nr                        | Kolarz                    | Miejsce                   |
| 41                        | Simon Carr (GBR)          | DNF-3                     |
| 43                        | Hideto Nakane (JPN)       | 81.                       |
| 44                        | Jonas Rutsch (GER)        | 70.                       |
| 45                        | James Shaw (GBR)          | 9.                        |
| 46                        | Michael Valgren (DEN)     | DNF-2                     |
| 47                        | Łukasz Wiśniowski (POL)   | 79.                       |

| Arkéa-Samsic ARK | Arkéa-Samsic ARK          | Arkéa-Samsic ARK |
| ---------------- | ------------------------- | ---------------- |
| Nr               | Kolarz                    | Miejsce          |
| 51               | Nairo Quintana (COL)      | 1.               |
| 52               | Maxime Bouet (FRA)        | 31.              |
| 53               | Nacer Bouhanni (FRA)      | 87.              |
| 54               | Miguel Flórez López (COL) | 85.              |
| 55               | Nicolas Edet (FRA)        | 28.              |
| 56               | Łukasz Owsian (POL)       | 23.              |
| 57               | Kévin Ledanois (FRA)      | DNF-3            |

| Lotto-Soudal LTS | Lotto-Soudal LTS         | Lotto-Soudal LTS |
| ---------------- | ------------------------ | ---------------- |
| Nr               | Kolarz                   | Miejsce          |
| 61               | Tim Wellens (BEL)        | 2.               |
| 62               | Arnaud De Lie (BEL)      | 86.              |
| 63               | Caleb Ewan (AUS)         | DNF-3            |
| 64               | Andreas Kron (DEN)       | 8.               |
| 65               | Harry Sweeny (AUS)       | 59.              |
| 66               | Brent Van Moer (BEL)     | 72.              |
| 67               | Florian Vermeersch (BEL) | 67.              |

| Team DSM DSM | Team DSM DSM          | Team DSM DSM |
| ------------ | --------------------- | ------------ |
| Nr           | Kolarz                | Miejsce      |
| 71           | Romain Combaud (FRA)  | 12.          |
| 72           | Mark Donovan (GBR)    | 16.          |
| 73           | Chris Hamilton (AUS)  | 26.          |
| 74           | Lorenzo Milesi (ITA)  | 53.          |
| 76           | Martijn Tusveld (NED) | 41.          |

| Development Team DSM DDS | Development Team DSM DDS | Development Team DSM DDS |
| ------------------------ | ------------------------ | ------------------------ |
| Nr                       | Kolarz                   | Miejsce                  |
| 77                       | Hannes Wilksch (GER)     | DNF-3                    |

| TotalEnergies TEN | TotalEnergies TEN         | TotalEnergies TEN |
| ----------------- | ------------------------- | ----------------- |
| Nr                | Kolarz                    | Miejsce           |
| 81                | Peter Sagan (SVK) (szosa) | 65.               |
| 83                | Valentin Ferron (FRA)     | 30.               |
| 84                | Daniel Oss (ITA)          | 39.               |
| 85                | Julien Simon (FRA)        | 25.               |
| 86                | Anthony Turgis (FRA)      | 62.               |
| 87                | Alexis Vuillermoz (FRA)   | 7.                |

| Uno-X Pro Cycling Team UXT | Uno-X Pro Cycling Team UXT       | Uno-X Pro Cycling Team UXT |
| -------------------------- | -------------------------------- | -------------------------- |
| Nr                         | Kolarz                           | Miejsce                    |
| 91                         | Anders Halland Johannessen (NOR) | DNF-3                      |
| 92                         | Jonas Gregaard (DEN)             | 27.                        |
| 93                         | Anders Skaarseth (NOR)           | 34.                        |
| 95                         | Torstein Træen (NOR)             | 15.                        |
| 96                         | Torjus Sleen (NOR)               | 76.                        |
| 97                         | Magnus Brynsrud (NOR)            | 54.                        |

| B&B Hotels-KTM BBK | B&B Hotels-KTM BBK     | B&B Hotels-KTM BBK |
| ------------------ | ---------------------- | ------------------ |
| Nr                 | Kolarz                 | Miejsce            |
| 101                | Franck Bonnamour (FRA) | 13.                |
| 102                | Cyril Barthe (FRA)     | 48.                |
| 103                | Maxime Chevalier (FRA) | 33.                |
| 104                | Thibault Ferasse (FRA) | DNF-3              |
| 105                | Cyril Gautier (FRA)    | 50.                |
| 106                | Jonathan Hivert (FRA)  | 69.                |
| 107                | Victor Koretzky (FRA)  | 66.                |

| Bingoal Pauwels Sauces WB BWB | Bingoal Pauwels Sauces WB BWB | Bingoal Pauwels Sauces WB BWB |
| ----------------------------- | ----------------------------- | ----------------------------- |
| Nr                            | Kolarz                        | Miejsce                       |
| 111                           | Arjen Livyns (BEL)            | 68.                           |
| 112                           | Rémy Mertz (BEL)              | 45.                           |
| 113                           | Kenny Molly (BEL)             | 21.                           |
| 114                           | Tom Paquot (BEL)              | DNF-2                         |
| 115                           | Luc Wirtgen (LUX)             | DNS-3                         |
| 116                           | Dimitri Peyskens (BEL)        | DNF-3                         |
| 117                           | Marco Tizza (ITA)             | 43.                           |

| Equipo Kern Pharma EKP | Equipo Kern Pharma EKP   | Equipo Kern Pharma EKP |
| ---------------------- | ------------------------ | ---------------------- |
| Nr                     | Kolarz                   | Miejsce                |
| 121                    | Roger Adrià (ESP)        | 19.                    |
| 122                    | Eugenio Sánchez (ESP)    | 50.                    |
| 123                    | Martí Márquez (ESP)      | 44.                    |
| 124                    | Pau Miquel (ESP)         | 71.                    |
| 125                    | Sergio Araiz (ESP)       | DNF-3                  |
| 126                    | Danny van der Tuuk (NED) | 64.                    |
| 127                    | Jaime Castrillo (ESP)    | 60.                    |

| Riwal Cycling Team RIW | Riwal Cycling Team RIW   | Riwal Cycling Team RIW |
| ---------------------- | ------------------------ | ---------------------- |
| Nr                     | Kolarz                   | Miejsce                |
| 131                    | Søren Vosgerau (DEN)     | DNF-2                  |
| 132                    | Jacob Eriksson (SWE)     | 55.                    |
| 133                    | Elmar Reinders (NED)     | 69.                    |
| 134                    | Martijn Budding (NED)    | DNF-3                  |
| 135                    | Christoffer Lisson (DEN) | 95.                    |
| 136                    | Mathias Bregnhøj (DEN)   | 17.                    |
| 137                    | Morten Nørtoft (DEN)     | DNF-3                  |

| Saint Michel-Auber 93 AUB | Saint Michel-Auber 93 AUB  | Saint Michel-Auber 93 AUB |
| ------------------------- | -------------------------- | ------------------------- |
| Nr                        | Kolarz                     | Miejsce                   |
| 141                       | Joris Delbove (FRA)        | 42.                       |
| 142                       | Nicolas Debeaumarché (FRA) | DNS-2                     |
| 144                       | Anthony Maldonado (FRA)    | 88.                       |
| 145                       | Flavien Maurelet (FRA)     | 89.                       |
| 146                       | Yoann Paillot (FRA)        | 46.                       |
| 147                       | Morne van Niekerk (RSA)    | DNF-3                     |

| Go Sport-Roubaix Lille Métropole GRL | Go Sport-Roubaix Lille Métropole GRL | Go Sport-Roubaix Lille Métropole GRL |
| ------------------------------------ | ------------------------------------ | ------------------------------------ |
| Nr                                   | Kolarz                               | Miejsce                              |
| 151                                  | Evaldas Šiškevicius (LTU)            | 91.                                  |
| 152                                  | Clément Carisey (FRA)                | 82.                                  |
| 153                                  | Thomas Denis (FRA)                   | DNF-2                                |
| 154                                  | Maxime Jarnet (FRA)                  | 52.                                  |
| 155                                  | Jérémy Leveau (FRA)                  | DNS-1                                |
| 156                                  | Tom Mainguenaud (FRA)                | 90.                                  |
| 157                                  | Samuel Leroux (FRA)                  | 65.                                  |

| Nice Métropole Côte d'Azur NMC | Nice Métropole Côte d'Azur NMC | Nice Métropole Côte d'Azur NMC |
| ------------------------------ | ------------------------------ | ------------------------------ |
| Nr                             | Kolarz                         | Miejsce                        |
| 161                            | Antoine Berlin (MON)           | 58.                            |
| 162                            | Julien Amadori (FRA)           | 96.                            |
| 163                            | Jonathan Couanon (FRA)         | 83.                            |
| 164                            | Tristan Delacroix (FRA)        | 74.                            |
| 165                            | Jean Goubert (FRA)             | 49.                            |
| 166                            | Andrea Mifsud                  | 18.                            |
| 167                            | Maxime Urruty (FRA)            | 78.                            |

| Team U Nantes Atlantique 194 | Team U Nantes Atlantique 194 | Team U Nantes Atlantique 194 |
| ---------------------------- | ---------------------------- | ---------------------------- |
| Nr                           | Kolarz                       | Miejsce                      |
| 171                          | Louis Barré (FRA)            |                              |
| 172                          | Maël Guégan (FRA)            |                              |
| 173                          | Jordan Jegat (FRA)           |                              |
| 174                          | Yaël Joalland (FRA)          | DNF-2                        |
| 175                          | Mathias Le Turnier (FRA)     |                              |
| 176                          | Axel Mariault (FRA)          |                              |
| 177                          | Emmanuel Morin (FRA)         |                              |

| Trek-Segafredo TFS | Trek-Segafredo TFS            | Trek-Segafredo TFS |
| ------------------ | ----------------------------- | ------------------ |
| Nr                 | Kolarz                        | Miejsce            |
| 1                  | Bauke Mollema (NED)           | 5.                 |
| 2                  | Alex Kirsch (LUX)             | 40.                |
| 4                  | Amanuel Ghebreigzabhier (ERI) | 6.                 |
| 5                  | Asbjørn Hellemose (DEN)       | 63.                |
| 6                  | Mattias Skjelmose (DEN)       | DNS-3              |

| AG2R Citroën Team ACT | AG2R Citroën Team ACT        | AG2R Citroën Team ACT |
| --------------------- | ---------------------------- | --------------------- |
| Nr                    | Kolarz                       | Miejsce               |
| 11                    | Dorian Godon (FRA)           | 29.                   |
| 12                    | Lilian Calmejane (FRA)       | 36.                   |
| 13                    | Mikaël Cherel (FRA)          | 51.                   |
| 14                    | Aurélien Paret-Peintre (FRA) | 11.                   |
| 15                    | Damien Touzé (FRA)           | 20.                   |
| 16                    | Andrea Vendrame (ITA)        | 22.                   |
| 17                    | Larry Warbasse (USA)         | 14.                   |

| Groupama-FDJ GFC | Groupama-FDJ GFC                  | Groupama-FDJ GFC |
| ---------------- | --------------------------------- | ---------------- |
| Nr               | Kolarz                            | Miejsce          |
| 21               | Thibaut Pinot (FRA)               | 24.              |
| 22               | Lewis Askey (GBR)                 | 94.              |
| 23               | Kevin Geniets (LUX) (szosa i ITT) | 10.              |
| 24               | Valentin Madouas (FRA)            | 4.               |
| 26               | Anthony Roux (FRA)                | 77.              |
| 27               | Michael Storer (AUS)              | 32.              |

| Cofidis COF | Cofidis COF            | Cofidis COF |
| ----------- | ---------------------- | ----------- |
| Nr          | Kolarz                 | Miejsce     |
| 31          | Guillaume Martin (FRA) | 3.          |
| 32          | Victor Lafay (FRA)     | 35.         |
| 33          | Anthony Perez (FRA)    | 38.         |
| 34          | François Bidard (FRA)  | 37.         |
| 35          | Alexis Renard (FRA)    | DNF-3       |
| 36          | Eddy Finé (FRA)        | 56.         |
| 37          | Thomas Champion (FRA)  | 84.         |

| EF Education-EasyPost EFE | EF Education-EasyPost EFE | EF Education-EasyPost EFE |
| ------------------------- | ------------------------- | ------------------------- |
| Nr                        | Kolarz                    | Miejsce                   |
| 41                        | Simon Carr (GBR)          | DNF-3                     |
| 43                        | Hideto Nakane (JPN)       | 81.                       |
| 44                        | Jonas Rutsch (GER)        | 70.                       |
| 45                        | James Shaw (GBR)          | 9.                        |
| 46                        | Michael Valgren (DEN)     | DNF-2                     |
| 47                        | Łukasz Wiśniowski (POL)   | 79.                       |

| Arkéa-Samsic ARK | Arkéa-Samsic ARK          | Arkéa-Samsic ARK |
| ---------------- | ------------------------- | ---------------- |
| Nr               | Kolarz                    | Miejsce          |
| 51               | Nairo Quintana (COL)      | 1.               |
| 52               | Maxime Bouet (FRA)        | 31.              |
| 53               | Nacer Bouhanni (FRA)      | 87.              |
| 54               | Miguel Flórez López (COL) | 85.              |
| 55               | Nicolas Edet (FRA)        | 28.              |
| 56               | Łukasz Owsian (POL)       | 23.              |
| 57               | Kévin Ledanois (FRA)      | DNF-3            |

| Lotto-Soudal LTS | Lotto-Soudal LTS         | Lotto-Soudal LTS |
| ---------------- | ------------------------ | ---------------- |
| Nr               | Kolarz                   | Miejsce          |
| 61               | Tim Wellens (BEL)        | 2.               |
| 62               | Arnaud De Lie (BEL)      | 86.              |
| 63               | Caleb Ewan (AUS)         | DNF-3            |
| 64               | Andreas Kron (DEN)       | 8.               |
| 65               | Harry Sweeny (AUS)       | 59.              |
| 66               | Brent Van Moer (BEL)     | 72.              |
| 67               | Florian Vermeersch (BEL) | 67.              |

| Team DSM DSM | Team DSM DSM          | Team DSM DSM |
| ------------ | --------------------- | ------------ |
| Nr           | Kolarz                | Miejsce      |
| 71           | Romain Combaud (FRA)  | 12.          |
| 72           | Mark Donovan (GBR)    | 16.          |
| 73           | Chris Hamilton (AUS)  | 26.          |
| 74           | Lorenzo Milesi (ITA)  | 53.          |
| 76           | Martijn Tusveld (NED) | 41.          |

| Development Team DSM DDS | Development Team DSM DDS | Development Team DSM DDS |
| ------------------------ | ------------------------ | ------------------------ |
| Nr                       | Kolarz                   | Miejsce                  |
| 77                       | Hannes Wilksch (GER)     | DNF-3                    |

| TotalEnergies TEN | TotalEnergies TEN         | TotalEnergies TEN |
| ----------------- | ------------------------- | ----------------- |
| Nr                | Kolarz                    | Miejsce           |
| 81                | Peter Sagan (SVK) (szosa) | 65.               |
| 83                | Valentin Ferron (FRA)     | 30.               |
| 84                | Daniel Oss (ITA)          | 39.               |
| 85                | Julien Simon (FRA)        | 25.               |
| 86                | Anthony Turgis (FRA)      | 62.               |
| 87                | Alexis Vuillermoz (FRA)   | 7.                |

| Uno-X Pro Cycling Team UXT | Uno-X Pro Cycling Team UXT       | Uno-X Pro Cycling Team UXT |
| -------------------------- | -------------------------------- | -------------------------- |
| Nr                         | Kolarz                           | Miejsce                    |
| 91                         | Anders Halland Johannessen (NOR) | DNF-3                      |
| 92                         | Jonas Gregaard (DEN)             | 27.                        |
| 93                         | Anders Skaarseth (NOR)           | 34.                        |
| 95                         | Torstein Træen (NOR)             | 15.                        |
| 96                         | Torjus Sleen (NOR)               | 76.                        |
| 97                         | Magnus Brynsrud (NOR)            | 54.                        |

| B&B Hotels-KTM BBK | B&B Hotels-KTM BBK     | B&B Hotels-KTM BBK |
| ------------------ | ---------------------- | ------------------ |
| Nr                 | Kolarz                 | Miejsce            |
| 101                | Franck Bonnamour (FRA) | 13.                |
| 102                | Cyril Barthe (FRA)     | 48.                |
| 103                | Maxime Chevalier (FRA) | 33.                |
| 104                | Thibault Ferasse (FRA) | DNF-3              |
| 105                | Cyril Gautier (FRA)    | 50.                |
| 106                | Jonathan Hivert (FRA)  | 69.                |
| 107                | Victor Koretzky (FRA)  | 66.                |

| Bingoal Pauwels Sauces WB BWB | Bingoal Pauwels Sauces WB BWB | Bingoal Pauwels Sauces WB BWB |
| ----------------------------- | ----------------------------- | ----------------------------- |
| Nr                            | Kolarz                        | Miejsce                       |
| 111                           | Arjen Livyns (BEL)            | 68.                           |
| 112                           | Rémy Mertz (BEL)              | 45.                           |
| 113                           | Kenny Molly (BEL)             | 21.                           |
| 114                           | Tom Paquot (BEL)              | DNF-2                         |
| 115                           | Luc Wirtgen (LUX)             | DNS-3                         |
| 116                           | Dimitri Peyskens (BEL)        | DNF-3                         |
| 117                           | Marco Tizza (ITA)             | 43.                           |

| Equipo Kern Pharma EKP | Equipo Kern Pharma EKP   | Equipo Kern Pharma EKP |
| ---------------------- | ------------------------ | ---------------------- |
| Nr                     | Kolarz                   | Miejsce                |
| 121                    | Roger Adrià (ESP)        | 19.                    |
| 122                    | Eugenio Sánchez (ESP)    | 50.                    |
| 123                    | Martí Márquez (ESP)      | 44.                    |
| 124                    | Pau Miquel (ESP)         | 71.                    |
| 125                    | Sergio Araiz (ESP)       | DNF-3                  |
| 126                    | Danny van der Tuuk (NED) | 64.                    |
| 127                    | Jaime Castrillo (ESP)    | 60.                    |

| Riwal Cycling Team RIW | Riwal Cycling Team RIW   | Riwal Cycling Team RIW |
| ---------------------- | ------------------------ | ---------------------- |
| Nr                     | Kolarz                   | Miejsce                |
| 131                    | Søren Vosgerau (DEN)     | DNF-2                  |
| 132                    | Jacob Eriksson (SWE)     | 55.                    |
| 133                    | Elmar Reinders (NED)     | 69.                    |
| 134                    | Martijn Budding (NED)    | DNF-3                  |
| 135                    | Christoffer Lisson (DEN) | 95.                    |
| 136                    | Mathias Bregnhøj (DEN)   | 17.                    |
| 137                    | Morten Nørtoft (DEN)     | DNF-3                  |

| Saint Michel-Auber 93 AUB | Saint Michel-Auber 93 AUB  | Saint Michel-Auber 93 AUB |
| ------------------------- | -------------------------- | ------------------------- |
| Nr                        | Kolarz                     | Miejsce                   |
| 141                       | Joris Delbove (FRA)        | 42.                       |
| 142                       | Nicolas Debeaumarché (FRA) | DNS-2                     |
| 144                       | Anthony Maldonado (FRA)    | 88.                       |
| 145                       | Flavien Maurelet (FRA)     | 89.                       |
| 146                       | Yoann Paillot (FRA)        | 46.                       |
| 147                       | Morne van Niekerk (RSA)    | DNF-3                     |

| Go Sport-Roubaix Lille Métropole GRL | Go Sport-Roubaix Lille Métropole GRL | Go Sport-Roubaix Lille Métropole GRL |
| ------------------------------------ | ------------------------------------ | ------------------------------------ |
| Nr                                   | Kolarz                               | Miejsce                              |
| 151                                  | Evaldas Šiškevicius (LTU)            | 91.                                  |
| 152                                  | Clément Carisey (FRA)                | 82.                                  |
| 153                                  | Thomas Denis (FRA)                   | DNF-2                                |
| 154                                  | Maxime Jarnet (FRA)                  | 52.                                  |
| 155                                  | Jérémy Leveau (FRA)                  | DNS-1                                |
| 156                                  | Tom Mainguenaud (FRA)                | 90.                                  |
| 157                                  | Samuel Leroux (FRA)                  | 65.                                  |

| Nice Métropole Côte d'Azur NMC | Nice Métropole Côte d'Azur NMC | Nice Métropole Côte d'Azur NMC |
| ------------------------------ | ------------------------------ | ------------------------------ |
| Nr                             | Kolarz                         | Miejsce                        |
| 161                            | Antoine Berlin (MON)           | 58.                            |
| 162                            | Julien Amadori (FRA)           | 96.                            |
| 163                            | Jonathan Couanon (FRA)         | 83.                            |
| 164                            | Tristan Delacroix (FRA)        | 74.                            |
| 165                            | Jean Goubert (FRA)             | 49.                            |
| 166                            | Andrea Mifsud                  | 18.                            |
| 167                            | Maxime Urruty (FRA)            | 78.                            |

| Team U Nantes Atlantique 194 | Team U Nantes Atlantique 194 | Team U Nantes Atlantique 194 |
| ---------------------------- | ---------------------------- | ---------------------------- |
| Nr                           | Kolarz                       | Miejsce                      |
| 171                          | Louis Barré (FRA)            |                              |
| 172                          | Maël Guégan (FRA)            |                              |
| 173                          | Jordan Jegat (FRA)           |                              |
| 174                          | Yaël Joalland (FRA)          | DNF-2                        |
| 175                          | Mathias Le Turnier (FRA)     |                              |
| 176                          | Axel Mariault (FRA)          |                              |
| 177                          | Emmanuel Morin (FRA)         |                              |

Legenda: DNF – nie ukończył etapu, OTL – przekroczył limit czasu, DNS – nie wystartował do etapu, DSQ – zdyskwalifikowany. Numer przy skrócie oznacza etap, na którym kolarz opuścił wyścig.

## Wyniki etapów

### Etap 1
| Saint-Raphaël - La Seyne-sur-Mer | pagórkowaty | (176,3 km) |

| \| Klasyfikacja etapu \| Klasyfikacja etapu \| Klasyfikacja etapu \| Klasyfikacja etapu \| Klasyfikacja etapu \| \| Kolarz \| Kolarz \| Państwo \| Drużyna \| Czas \| \| ------------------ \| ------------------ \| ------------------ \| --------------------- \| ------------------ \| \| 1. \| Caleb Ewan \| Australia \| Lotto-Soudal \| 4h 14' 44" \| \| 2. \| Anthony Turgis \| Francja \| TotalEnergies \| + 0" \| \| 3. \| Nacer Bouhanni \| Francja \| Arkéa-Samsic \| + 0" \| \| 4. \| Andrea Vendrame \| Włochy \| AG2R Citroën Team \| + 0" \| \| 5. \| Alex Kirsch \| Luksemburg \| Trek-Segafredo \| + 0" \| \| 6. \| Kevin Geniets \| Luksemburg \| Groupama-FDJ \| + 0" \| \| 7. \| Anthony Maldonado \| Francja \| Saint Michel-Auber 93 \| + 0" \| \| 8. \| Alexis Renard \| Francja \| Cofidis \| + 0" \| \| 9. \| James Shaw \| Wielka Brytania \| EF Education-EasyPost \| + 0" \| \| 10. \| Damien Touzé \| Francja \| AG2R Citroën Team \| + 0" \| |                   |                 |                       |            |
| |                   |                 |                       |            |
| Źródło: ProCyclingStats |                   |                 |                       |            |
| Klasyfikacja etapu |                   |                 |                       |            |
| Kolarz | Kolarz            | Państwo         | Drużyna               | Czas       |
| 1. | Caleb Ewan        | Australia       | Lotto-Soudal          | 4h 14' 44" |
| 2. | Anthony Turgis    | Francja         | TotalEnergies         | + 0"       |
| 3. | Nacer Bouhanni    | Francja         | Arkéa-Samsic          | + 0"       |
| 4. | Andrea Vendrame   | Włochy          | AG2R Citroën Team     | + 0"       |
| 5. | Alex Kirsch       | Luksemburg      | Trek-Segafredo        | + 0"       |
| 6. | Kevin Geniets     | Luksemburg      | Groupama-FDJ          | + 0"       |
| 7. | Anthony Maldonado | Francja         | Saint Michel-Auber 93 | + 0"       |
| 8. | Alexis Renard     | Francja         | Cofidis               | + 0"       |
| 9. | James Shaw        | Wielka Brytania | EF Education-EasyPost | + 0"       |
| 10. | Damien Touzé      | Francja         | AG2R Citroën Team     | + 0"       |

| \| Klasyfikacja generalna \| Klasyfikacja generalna \| Klasyfikacja generalna \| Klasyfikacja generalna \| Klasyfikacja generalna \| \| Kolarz \| Kolarz \| Państwo \| Drużyna \| Czas \| \| ---------------------- \| ---------------------- \| ---------------------- \| ---------------------- \| ---------------------- \| \| 1. \| Caleb Ewan \| Australia \| Lotto-Soudal \| 4h 14' 44" \| \| 2. \| Anthony Turgis \| Francja \| TotalEnergies \| + 0" \| \| 3. \| Nacer Bouhanni \| Francja \| Arkéa-Samsic \| + 0" \| \| 4. \| Andrea Vendrame \| Włochy \| AG2R Citroën Team \| + 0" \| \| 5. \| Alex Kirsch \| Luksemburg \| Trek-Segafredo \| + 0" \| \| 6. \| Kevin Geniets \| Luksemburg \| Groupama-FDJ \| + 0" \| \| 7. \| Anthony Maldonado \| Francja \| Saint Michel-Auber 93 \| + 0" \| \| 8. \| Alexis Renard \| Francja \| Cofidis \| + 0" \| \| 9. \| James Shaw \| Wielka Brytania \| EF Education-EasyPost \| + 0" \| \| 10. \| Damien Touzé \| Francja \| AG2R Citroën Team \| + 0" \| |                   |                 |                       |            |
| |                   |                 |                       |            |
| Źródło: ProCyclingStats |                   |                 |                       |            |
| Klasyfikacja generalna |                   |                 |                       |            |
| Kolarz | Kolarz            | Państwo         | Drużyna               | Czas       |
| 1. | Caleb Ewan        | Australia       | Lotto-Soudal          | 4h 14' 44" |
| 2. | Anthony Turgis    | Francja         | TotalEnergies         | + 0"       |
| 3. | Nacer Bouhanni    | Francja         | Arkéa-Samsic          | + 0"       |
| 4. | Andrea Vendrame   | Włochy          | AG2R Citroën Team     | + 0"       |
| 5. | Alex Kirsch       | Luksemburg      | Trek-Segafredo        | + 0"       |
| 6. | Kevin Geniets     | Luksemburg      | Groupama-FDJ          | + 0"       |
| 7. | Anthony Maldonado | Francja         | Saint Michel-Auber 93 | + 0"       |
| 8. | Alexis Renard     | Francja         | Cofidis               | + 0"       |
| 9. | James Shaw        | Wielka Brytania | EF Education-EasyPost | + 0"       |
| 10. | Damien Touzé      | Francja         | AG2R Citroën Team     | + 0"       |

### Etap 2
| Puget-Théniers - La Turbie | górzysty | (149,1 km) |

| \| Klasyfikacja etapu \| Klasyfikacja etapu \| Klasyfikacja etapu \| Klasyfikacja etapu \| Klasyfikacja etapu \| \| Kolarz \| Kolarz \| Państwo \| Drużyna \| Czas \| \| ------------------ \| ----------------------- \| ------------------ \| --------------------- \| ------------------ \| \| 1. \| Tim Wellens \| Belgia \| Lotto-Soudal \| 3h 45' 00" \| \| 2. \| Nairo Quintana \| Kolumbia \| Arkéa-Samsic \| + 0" \| \| 3. \| Valentin Madouas \| Francja \| Groupama-FDJ \| + 25" \| \| 4. \| Bauke Mollema \| Holandia \| Trek-Segafredo \| + 27" \| \| 5. \| Guillaume Martin \| Francja \| Cofidis \| + 27" \| \| 6. \| Amanuel Ghebreigzabhier \| Erytrea \| Trek-Segafredo \| + 30" \| \| 7. \| Andreas Kron \| Dania \| Lotto-Soudal \| + 1' 27" \| \| 8. \| Alexis Vuillermoz \| Francja \| TotalEnergies \| + 1' 27" \| \| 9. \| James Shaw \| Wielka Brytania \| EF Education-EasyPost \| + 1' 31" \| \| 10. \| Mathias Bregnhøj \| Dania \| Riwal Cycling Team \| + 1' 33" \| |                         |                 |                       |            |
| |                         |                 |                       |            |
| Źródło: ProCyclingStats |                         |                 |                       |            |
| Klasyfikacja etapu |                         |                 |                       |            |
| Kolarz | Kolarz                  | Państwo         | Drużyna               | Czas       |
| 1. | Tim Wellens             | Belgia          | Lotto-Soudal          | 3h 45' 00" |
| 2. | Nairo Quintana          | Kolumbia        | Arkéa-Samsic          | + 0"       |
| 3. | Valentin Madouas        | Francja         | Groupama-FDJ          | + 25"      |
| 4. | Bauke Mollema           | Holandia        | Trek-Segafredo        | + 27"      |
| 5. | Guillaume Martin        | Francja         | Cofidis               | + 27"      |
| 6. | Amanuel Ghebreigzabhier | Erytrea         | Trek-Segafredo        | + 30"      |
| 7. | Andreas Kron            | Dania           | Lotto-Soudal          | + 1' 27"   |
| 8. | Alexis Vuillermoz       | Francja         | TotalEnergies         | + 1' 27"   |
| 9. | James Shaw              | Wielka Brytania | EF Education-EasyPost | + 1' 31"   |
| 10. | Mathias Bregnhøj        | Dania           | Riwal Cycling Team    | + 1' 33"   |

| \| Klasyfikacja generalna \| Klasyfikacja generalna \| Klasyfikacja generalna \| Klasyfikacja generalna \| Klasyfikacja generalna \| \| Kolarz \| Kolarz \| Państwo \| Drużyna \| Czas \| \| ---------------------- \| ----------------------- \| ---------------------- \| ---------------------- \| ---------------------- \| \| 1. \| Tim Wellens \| Belgia \| Lotto-Soudal \| 8h 00' 43" \| \| 2. \| Nairo Quintana \| Kolumbia \| Arkéa-Samsic \| + 0" \| \| 3. \| Valentin Madouas \| Francja \| Groupama-FDJ \| + 26" \| \| 4. \| Bauke Mollema \| Holandia \| Trek-Segafredo \| + 27" \| \| 5. \| Guillaume Martin \| Francja \| Cofidis \| + 27" \| \| 6. \| Amanuel Ghebreigzabhier \| Erytrea \| Trek-Segafredo \| + 31" \| \| 7. \| Andreas Kron \| Dania \| Lotto-Soudal \| + 1' 27" \| \| 8. \| Alexis Vuillermoz \| Francja \| TotalEnergies \| + 1' 27" \| \| 9. \| James Shaw \| Wielka Brytania \| EF Education-EasyPost \| + 1' 32" \| \| 10. \| Kevin Geniets \| Luksemburg \| Groupama-FDJ \| + 1' 33" \| |                         |                 |                       |            |
| |                         |                 |                       |            |
| Źródło: ProCyclingStats |                         |                 |                       |            |
| Klasyfikacja generalna |                         |                 |                       |            |
| Kolarz | Kolarz                  | Państwo         | Drużyna               | Czas       |
| 1. | Tim Wellens             | Belgia          | Lotto-Soudal          | 8h 00' 43" |
| 2. | Nairo Quintana          | Kolumbia        | Arkéa-Samsic          | + 0"       |
| 3. | Valentin Madouas        | Francja         | Groupama-FDJ          | + 26"      |
| 4. | Bauke Mollema           | Holandia        | Trek-Segafredo        | + 27"      |
| 5. | Guillaume Martin        | Francja         | Cofidis               | + 27"      |
| 6. | Amanuel Ghebreigzabhier | Erytrea         | Trek-Segafredo        | + 31"      |
| 7. | Andreas Kron            | Dania           | Lotto-Soudal          | + 1' 27"   |
| 8. | Alexis Vuillermoz       | Francja         | TotalEnergies         | + 1' 27"   |
| 9. | James Shaw              | Wielka Brytania | EF Education-EasyPost | + 1' 32"   |
| 10. | Kevin Geniets           | Luksemburg      | Groupama-FDJ          | + 1' 33"   |

### Etap 3
| Villefranche-sur-Mer - Blausasc | górzysty | (112,6 km) |

| \| Klasyfikacja etapu \| Klasyfikacja etapu \| Klasyfikacja etapu \| Klasyfikacja etapu \| Klasyfikacja etapu \| \| Kolarz \| Kolarz \| Państwo \| Drużyna \| Czas \| \| ------------------ \| ---------------------- \| ------------------ \| ------------------------- \| ------------------ \| \| 1. \| Nairo Quintana \| Kolumbia \| Arkéa-Samsic \| 2h 55' 17" \| \| 2. \| Guillaume Martin \| Francja \| Cofidis \| + 1' 21" \| \| 4. \| Alexis Vuillermoz \| Francja \| TotalEnergies \| + 1' 30" \| \| 5. \| Tim Wellens \| Belgia \| Lotto-Soudal \| + 1' 30" \| \| 6. \| Michael Storer \| Australia \| Groupama-FDJ \| + 1' 37" \| \| 7. \| Andrea Vendrame \| Włochy \| AG2R Citroën Team \| + 2' 25" \| \| 8. \| Aurélien Paret-Peintre \| Francja \| AG2R Citroën Team \| + 2' 25" \| \| 9. \| Rémy Mertz \| Belgia \| Bingoal Pauwels Sauces WB \| + 2' 25" \| \| 10. \| Romain Combaud \| Francja \| Team DSM \| + 2' 25" \| |                        |           |                           |            |
| |                        |           |                           |            |
| Źródło: ProCyclingStats |                        |           |                           |            |
| Klasyfikacja etapu |                        |           |                           |            |
| Kolarz | Kolarz                 | Państwo   | Drużyna                   | Czas       |
| 1. | Nairo Quintana         | Kolumbia  | Arkéa-Samsic              | 2h 55' 17" |
| 2. | Guillaume Martin       | Francja   | Cofidis                   | + 1' 21"   |
| 4. | Alexis Vuillermoz      | Francja   | TotalEnergies             | + 1' 30"   |
| 5. | Tim Wellens            | Belgia    | Lotto-Soudal              | + 1' 30"   |
| 6. | Michael Storer         | Australia | Groupama-FDJ              | + 1' 37"   |
| 7. | Andrea Vendrame        | Włochy    | AG2R Citroën Team         | + 2' 25"   |
| 8. | Aurélien Paret-Peintre | Francja   | AG2R Citroën Team         | + 2' 25"   |
| 9. | Rémy Mertz             | Belgia    | Bingoal Pauwels Sauces WB | + 2' 25"   |
| 10. | Romain Combaud         | Francja   | Team DSM                  | + 2' 25"   |

## Klasyfikacje

### Klasyfikacja generalna
| \| Klasyfikacja generalna \| Klasyfikacja generalna \| Klasyfikacja generalna \| Klasyfikacja generalna \| Klasyfikacja generalna \| \| Kolarz \| Kolarz \| Państwo \| Drużyna \| Czas \| \| ---------------------- \| ----------------------- \| ---------------------- \| ---------------------- \| ---------------------- \| \| 1. \| Nairo Quintana \| Kolumbia \| Arkéa-Samsic \| 10h 56' 01" \| \| 2. \| Tim Wellens \| Belgia \| Lotto-Soudal \| + 1' 30" \| \| 3. \| Guillaume Martin \| Francja \| Cofidis \| + 1' 48" \| \| 4. \| Valentin Madouas \| Francja \| Groupama-FDJ \| + 2' 50" \| \| 5. \| Bauke Mollema \| Holandia \| Trek-Segafredo \| + 2' 52" \| \| 6. \| Amanuel Ghebreigzabhier \| Erytrea \| Trek-Segafredo \| + 2' 55" \| \| 7. \| Alexis Vuillermoz \| Francja \| TotalEnergies \| + 2' 57" \| \| 8. \| Andreas Kron \| Dania \| Lotto-Soudal \| + 3' 52" \| \| 9. \| James Shaw \| Wielka Brytania \| EF Education-EasyPost \| + 3' 56" \| \| 10. \| Kevin Geniets \| Luksemburg \| Groupama-FDJ \| + 3' 58" \| |                         |                 |                       |             |
| |                         |                 |                       |             |
| Źródło: ProCyclingStats |                         |                 |                       |             |
| Klasyfikacja generalna |                         |                 |                       |             |
| Kolarz | Kolarz                  | Państwo         | Drużyna               | Czas        |
| 1. | Nairo Quintana          | Kolumbia        | Arkéa-Samsic          | 10h 56' 01" |
| 2. | Tim Wellens             | Belgia          | Lotto-Soudal          | + 1' 30"    |
| 3. | Guillaume Martin        | Francja         | Cofidis               | + 1' 48"    |
| 4. | Valentin Madouas        | Francja         | Groupama-FDJ          | + 2' 50"    |
| 5. | Bauke Mollema           | Holandia        | Trek-Segafredo        | + 2' 52"    |
| 6. | Amanuel Ghebreigzabhier | Erytrea         | Trek-Segafredo        | + 2' 55"    |
| 7. | Alexis Vuillermoz       | Francja         | TotalEnergies         | + 2' 57"    |
| 8. | Andreas Kron            | Dania           | Lotto-Soudal          | + 3' 52"    |
| 9. | James Shaw              | Wielka Brytania | EF Education-EasyPost | + 3' 56"    |
| 10. | Kevin Geniets           | Luksemburg      | Groupama-FDJ          | + 3' 58"    |

| Klasyfikacja punktowa | Klasyfikacja punktowa | Klasyfikacja punktowa | Klasyfikacja punktowa | Klasyfikacja punktowa |
| Kolarz                | Kolarz                | Państwo               | Drużyna               | Punkty                |
| --------------------- | --------------------- | --------------------- | --------------------- | --------------------- |
| 1.                    | Nairo Quintana        | Kolumbia              | Arkéa-Samsic          | 45 pkt                |
| 2.                    | Tim Wellens           | Belgia                | Lotto-Soudal          | 41 pkt                |
| 3.                    | Guillaume Martin      | Francja               | Cofidis               | 32 pkt                |
| 4.                    | Andrea Vendrame       | Włochy                | AG2R Citroën Team     | 23 pkt                |
| 5.                    | Alexis Vuillermoz     | Francja               | TotalEnergies         | 22 pkt                |

| Klasyfikacja punktowa | Klasyfikacja punktowa | Klasyfikacja punktowa | Klasyfikacja punktowa | Klasyfikacja punktowa |
| Kolarz                | Kolarz                | Państwo               | Drużyna               | Punkty                |
| --------------------- | --------------------- | --------------------- | --------------------- | --------------------- |
| 1.                    | Nairo Quintana        | Kolumbia              | Arkéa-Samsic          | 45 pkt                |
| 2.                    | Tim Wellens           | Belgia                | Lotto-Soudal          | 41 pkt                |
| 3.                    | Guillaume Martin      | Francja               | Cofidis               | 32 pkt                |
| 4.                    | Andrea Vendrame       | Włochy                | AG2R Citroën Team     | 23 pkt                |
| 5.                    | Alexis Vuillermoz     | Francja               | TotalEnergies         | 22 pkt                |

| Klasyfikacja górska | Klasyfikacja górska | Klasyfikacja górska | Klasyfikacja górska        | Klasyfikacja górska |
| Kolarz              | Kolarz              | Państwo             | Drużyna                    | Punkty              |
| ------------------- | ------------------- | ------------------- | -------------------------- | ------------------- |
| 1.                  | Nairo Quintana      | Kolumbia            | Arkéa-Samsic               | 18 pkt              |
| 2.                  | Thibaut Pinot       | Francja             | Groupama-FDJ               | 16 pkt              |
| 3.                  | Jonathan Couanon    | Francja             | Nice Métropole Côte d'Azur | 14 pkt              |
| 4.                  | Lilian Calmejane    | Francja             | AG2R Citroën Team          | 14 pkt              |
| 5.                  | Roger Adrià         | Hiszpania           | Equipo Kern Pharma         | 10 pkt              |

| Klasyfikacja górska | Klasyfikacja górska | Klasyfikacja górska | Klasyfikacja górska        | Klasyfikacja górska |
| Kolarz              | Kolarz              | Państwo             | Drużyna                    | Punkty              |
| ------------------- | ------------------- | ------------------- | -------------------------- | ------------------- |
| 1.                  | Nairo Quintana      | Kolumbia            | Arkéa-Samsic               | 18 pkt              |
| 2.                  | Thibaut Pinot       | Francja             | Groupama-FDJ               | 16 pkt              |
| 3.                  | Jonathan Couanon    | Francja             | Nice Métropole Côte d'Azur | 14 pkt              |
| 4.                  | Lilian Calmejane    | Francja             | AG2R Citroën Team          | 14 pkt              |
| 5.                  | Roger Adrià         | Hiszpania           | Equipo Kern Pharma         | 10 pkt              |

| Klasyfikacja młodzieżowa | Klasyfikacja młodzieżowa | Klasyfikacja młodzieżowa | Klasyfikacja młodzieżowa   | Klasyfikacja młodzieżowa |
| Kolarz                   | Kolarz                   | Państwo                  | Drużyna                    | Czas                     |
| ------------------------ | ------------------------ | ------------------------ | -------------------------- | ------------------------ |
| 1.                       | Andreas Kron             | Dania                    | Lotto-Soudal               | 10h 59' 53"              |
| 2.                       | Mark Donovan             | Wielka Brytania          | Team DSM                   | + 19"                    |
| 3.                       | Andrea Mifsud            | Malta                    | Nice Métropole Côte d'Azur | + 1' 44"                 |
| 4.                       | Roger Adrià              | Hiszpania                | Equipo Kern Pharma         | + 3' 09"                 |
| 5.                       | Valentin Ferron          | Francja                  | TotalEnergies              | + 7' 03"                 |

| Klasyfikacja młodzieżowa | Klasyfikacja młodzieżowa | Klasyfikacja młodzieżowa | Klasyfikacja młodzieżowa   | Klasyfikacja młodzieżowa |
| Kolarz                   | Kolarz                   | Państwo                  | Drużyna                    | Czas                     |
| ------------------------ | ------------------------ | ------------------------ | -------------------------- | ------------------------ |
| 1.                       | Andreas Kron             | Dania                    | Lotto-Soudal               | 10h 59' 53"              |
| 2.                       | Mark Donovan             | Wielka Brytania          | Team DSM                   | + 19"                    |
| 3.                       | Andrea Mifsud            | Malta                    | Nice Métropole Côte d'Azur | + 1' 44"                 |
| 4.                       | Roger Adrià              | Hiszpania                | Equipo Kern Pharma         | + 3' 09"                 |
| 5.                       | Valentin Ferron          | Francja                  | TotalEnergies              | + 7' 03"                 |

| Klasyfikacja drużynowa | Klasyfikacja drużynowa | Klasyfikacja drużynowa | Klasyfikacja drużynowa |
| Drużyna                | Drużyna                | Państwo                | Czas                   |
| ---------------------- | ---------------------- | ---------------------- | ---------------------- |
| 1.                     | Groupama-FDJ           | Francja                | 33h 02' 30"            |
| 2.                     | AG2R Citroën Team      | Francja                | + 30"                  |
| 3.                     | Arkéa-Samsic           | Francja                | + 2' 56"               |
| 4.                     | Team DSM               | Holandia               | + 3' 04"               |
| 5.                     | TotalEnergies          | Francja                | + 8' 39"               |

| Klasyfikacja drużynowa | Klasyfikacja drużynowa | Klasyfikacja drużynowa | Klasyfikacja drużynowa |
| Drużyna                | Drużyna                | Państwo                | Czas                   |
| ---------------------- | ---------------------- | ---------------------- | ---------------------- |
| 1.                     | Groupama-FDJ           | Francja                | 33h 02' 30"            |
| 2.                     | AG2R Citroën Team      | Francja                | + 30"                  |
| 3.                     | Arkéa-Samsic           | Francja                | + 2' 56"               |
| 4.                     | Team DSM               | Holandia               | + 3' 04"               |
| 5.                     | TotalEnergies          | Francja                | + 8' 39"               |

### Liderzy klasyfikacji
| Etap   |             | Pierwsze miejsce _ | Klasyfikacja generalna | Punktowa       | Górska            | Młodzieżowa   | Drużynowa _       |
| ------ | ----------- | ------------------ | ---------------------- | -------------- | ----------------- | ------------- | ----------------- |
| 1      | pagórkowaty | Caleb Ewan         | Caleb Ewan             | Caleb Ewan     | Tristan Delacroix | Alexis Renard | Lotto-Soudal      |
| 2      | górzysty    | Tim Wellens        | Tim Wellens            | Tim Wellens    | Lilian Calmejane  | Andreas Kron  | AG2R Citroën Team |
| 3      | górzysty    | Nairo Quintana     | Nairo Quintana         | Nairo Quintana | Nairo Quintana    | Andreas Kron  | Groupama-FDJ      |
| Koniec | Koniec      |                    | Nairo Quintana         | Nairo Quintana | Nairo Quintana    | Andreas Kron  | Groupama-FDJ      |